# Mappa esponenziale

La mappa esponenziale associa ad ogni vettore dello spazio tangente l'unica geodetica passante per il punto e tangente a.

In geometria differenziale, la mappa esponenziale è una funzione che mappa lo spazio tangente in un punto di una varietà riemanniana o pseudo-riemanniana sulla varietà stessa. La mappa esponenziale è utile a rappresentare un intorno di un punto tramite coordinate geodetiche.

## Definizione
Sia {\displaystyle p} un punto in una varietà riemanniana o pseudo-riemanniana {\displaystyle M}. La mappa esponenziale è una mappa
{\displaystyle {\rm {exp}}_{p}:U\to M}
definita su un insieme aperto {\displaystyle U} dello spazio tangente {\displaystyle T_{p}} in {\displaystyle p} contenente l'origine, nel modo seguente.
Per ogni vettore {\displaystyle v} non nullo dello spazio tangente, esiste un'unica geodetica
{\displaystyle \gamma _{v}:(-a,b)\to M}
tale che {\displaystyle \gamma _{v}(0)=p} e {\displaystyle \gamma '_{v}(0)=v}. La geodetica è qui descritta nel suo dominio massimale: i numeri {\displaystyle a} e {\displaystyle b} sono positivi o {\displaystyle +\infty }. Se {\displaystyle b>1}, si definisce {\displaystyle {\rm {exp}}_{p}(v)=\gamma _{v}(1)}.
Si estende infine la mappa esponenziale all'origine, ponendo {\displaystyle {\rm {exp}}_{p}(0)=p}. I vettori su cui {\displaystyle {\rm {exp}}_{p}} è definita formano un aperto {\displaystyle U} contenente l'origine.

## Proprietà

### Geodetiche
La mappa esponenziale mappa ogni retta passante per l'origine sulla geodetica avente come tangente quella retta. Se la geodetica può essere estesa fino ad avere lunghezza infinita in ambo i sensi, la mappa è definita su tutta la retta; altrimenti, la mappa è definita solo sul segmento aperto massimale su cui la geodetica può essere estesa.

### Completezza
Il teorema di Hopf-Rinow fornisce varie nozioni equivalenti di completezza per una varietà riemanniana. Tra queste, c'è la possibilità di prolungare indefinitivamente ogni geodetica. Segue quindi che se {\displaystyle M} è completa la mappa esponenziale è definita su tutto lo spazio tangente
{\displaystyle {\rm {exp}}:T_{x}\to M\,\!}
per ogni punto {\displaystyle x} di {\displaystyle M}.

### Invertibilità locale
La mappa esponenziale è continua e differenziabile, con differenziale invertibile nell'origine. Per il teorema di invertibilità locale, esiste un intorno {\displaystyle V} dell'origine in {\displaystyle T_{x}} tale che 
{\displaystyle f|_{V}:V\to f(V)\,\!}
è un diffeomorfismo. La mappa esponenziale è cioè un diffeomorfismo locale nell'origine, ed è quindi utile a modellare la varietà {\displaystyle M} localmente vicino a {\displaystyle x}.

### Raggio di iniettività
Benché lo sia in un intorno dell'origine, la mappa esponenziale non è però necessariamente globalmente iniettiva: il raggio di iniettività di una varietà riemanniana {\displaystyle M} in {\displaystyle x} è il massimo numero {\displaystyle R} tale che la mappa 
{\displaystyle f|_{B_{R}}:B_{R}\to M}
ristretta alla palla di raggio {\displaystyle R} centrata in zero è iniettiva. La palla è
{\displaystyle B_{R}={\big \{}x\in T_{x}\ {\big |}\ |x|<R{\big \}}}
ove la norma {\displaystyle |x|} di {\displaystyle x} è data dal prodotto scalare definito dal tensore metrico.

## Esempi

### Varietà non completa
Se 
{\displaystyle M=\mathbb {R} ^{n}\setminus \{0\}}
è lo spazio euclideo privato dell'origine, e {\displaystyle x} è un qualsiasi punto di {\displaystyle M}, la mappa esponenziale non è mai definita su tutto il piano tangente {\displaystyle T_{x}}. Infatti non risulta definita sul vettore {\displaystyle -x}, poiché la geodetica uscente da {\displaystyle x} in direzione {\displaystyle -x} è definita soltanto fino a che questa non incontra l'origine. L'aperto {\displaystyle U} è quindi tutto lo spazio privato di una semiretta.

## Coordinate geodetiche
Le coordinate geodetiche in un intorno di un punto {\displaystyle p} sono definite tramite la mappa esponenziale.

### Definizione
Sia {\displaystyle p} un punto di una varietà (pseudo-)riemanniana {\displaystyle M}. Lo spazio tangente {\displaystyle T_{p}M} è dotato di un prodotto scalare definito positivo, dato dal tensore metrico. Lo spazio è quindi identificabile con lo spazio euclideo {\displaystyle \mathbb {R} ^{n}}: per ottenere questa identificazione è sufficiente scegliere una base ortonormale.
Sia {\displaystyle U} un intorno dell'origine nello spazio tangente {\displaystyle T_{p}M} su cui la mappa esponenziale è un diffeomorfismo. Questo aperto è identificato con un aperto di {\displaystyle \mathbb {R} ^{n}}. Conseguentemente, l'immagine {\displaystyle \operatorname {exp} (U)} è identificata con questo aperto. L'identificazione fornisce un sistema di coordinate, detto geodetico o normale. 

### Proprietà
Le coordinate geodetiche identificano un intorno aperto di {\displaystyle p} con un intorno aperto dello spazio euclideo {\displaystyle \mathbb {R} ^{n}}. Valgono le proprietà seguenti.

#### Geodetiche
Il punto {\displaystyle p} è identificato con l'origine. Le geodetiche uscenti da {\displaystyle p} sono identificate con le rette uscenti dall'origine.

#### Tensore metrico
Il tensore metrico {\displaystyle g} in {\displaystyle p} è rappresentato dalla matrice identità. Questo avviene però generalmente solo in {\displaystyle p}: se avviene in tutto l'intorno, la metrica in questo intorno è piatta, cioè senza curvatura. 
Più precisamente, il tensore metrico è approssimato dalla metrica Euclidea al primo ordine:
{\displaystyle g_{ij}=\delta _{ij}+O(|x|^{2}).}
In particolare, si annullano le derivate prime del tensore metrico:
{\displaystyle {\frac {\partial g_{ij}}{\partial x^{k}}}(p)=0.}

#### Simboli di Christoffel e derivata covariante
I simboli di Christoffel si annullano in {\displaystyle p}:
{\displaystyle \Gamma _{jk}^{i}(p)=0.}
La derivata covariante nel punto {\displaystyle p} quindi coincide con la derivata parziale.